# Humppa

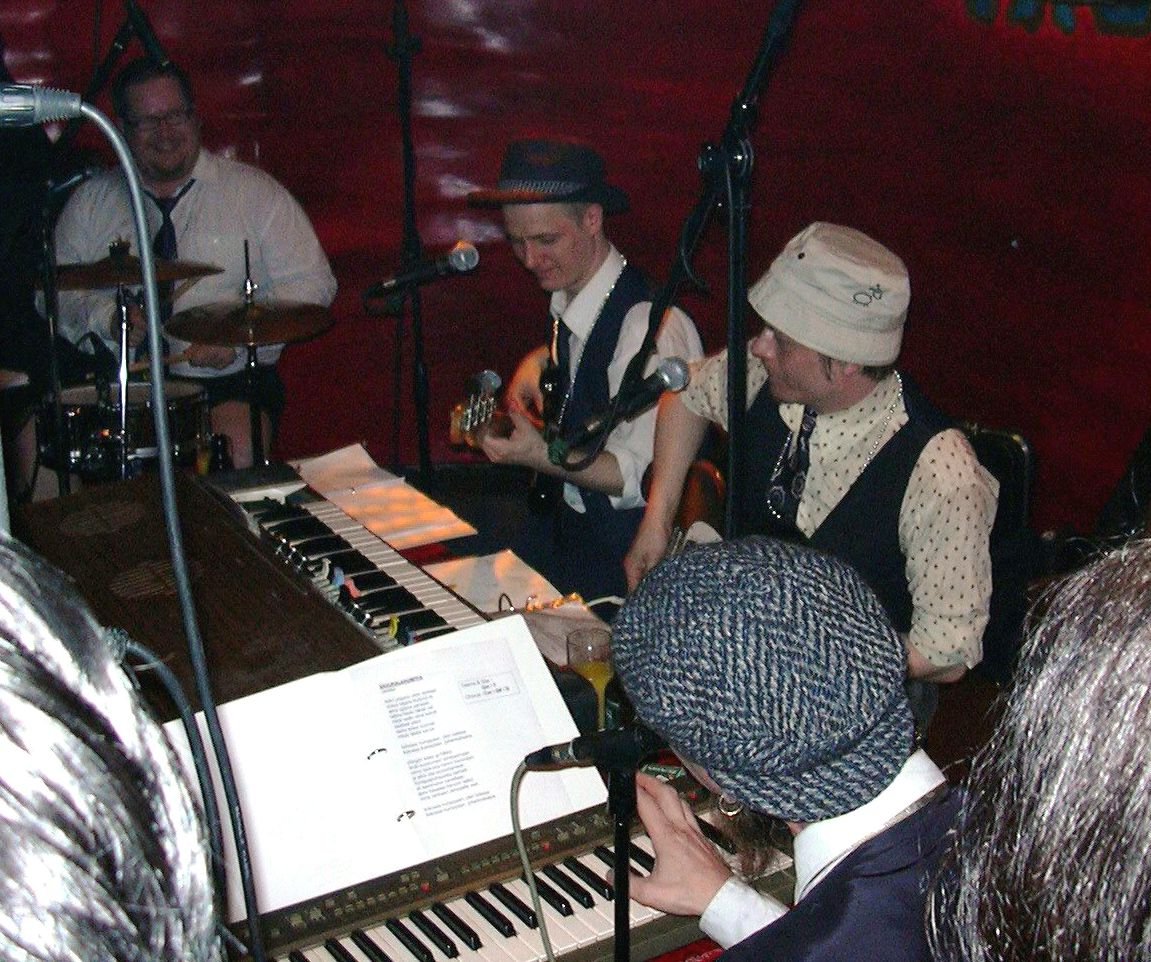
A humppát játszó Eläkeläiset

A humppa egyfajta finn zene, amely jazz és a gyors foxtrott rokona.

## Jellemzői
Két leütés van egy ütemben, és sebessége tipikusan 250-280 leütés percenként.

## Eredete
A németországi Oktoberfest fesztiválon a helyiek ezt a szót használták a zenekarok játékának jellemzésére; elterjedt volt a tuba hangszer ezen, amely olyan hangot adott, hogy hump, a német zenében jellegzetes az úgynevezett oompah is, mely hangzása a második szótagot adja. A humppa szót Antero Alpola honosította meg az 1950-es években egy rádióműsorban, amely mára Finnországban mindenféle társasági táncot is jelent.

## Elterjedése
Ezt a zenei stílust gyakran a kitörő örömmel kötik össze.
Egy finn társasági tánc stílusa is viseli ezt a nevet, amely a humppa zene basszus ütemet követi. A tánc szorosan kapcsolódik, a Finnországba 1913-ban érkezett alaplépéses (magyar néptáncbeli egyes csárdáshoz hasonló) tánchoz, amely abból áll, hogy minden első ütemre lépnek a táncosok egyet. A táncnak karaktert az ad, hogy meghatározott irányban haladnak. A két alaplépéses tánc (magyar néptáncbeli kettes csárdáshoz hasonló) a másik felmenője. Ezt 1910-ben kezdték Finnországban táncolni. A harmadik szülője a Nilkku, amely két lassú – két gyors mozgás váltakozásából áll, és sántikáláshoz hasonlít. De számos további szamba és waltz ritmust és mozgást is örökölt.
A társasági táncok az 1960-as években váltak népszerűvé, amikor a twist is hódított. A Humppa fontos szerepet játszott a finn könnyűzene történetében, 2000-ben is megjelenik rendezvényeken.
Több humorista – köztük Eläkeläiset is felhasználta a zenében rejlő vidám, játékos hangulatot. Több népszerű sláger humppa változatát elkészítették.
A humppa a BSD programozók körében is népszerű, de hozzátartozik a hacker-kultúrához is. Közöttük inkább a népszerű zenék humppa változatai ismertek.
A finn metal együttes, a Finntroll ötvözi zenéjében a black metal és humppa elemeket, ezt az együttes „a trollok humppa metál-zenéjé”-nek titulálja.

## Külső hivatkozások
- The Finnish dance server https://web.archive.org/web/20090831230210/http://tanssi.net/fi/tausta/humppa.html